# Cliffwood Beach
Cliffwood Beach est une localité du township d'Aberdeen dans le comté de Monmouth, état du New Jersey.

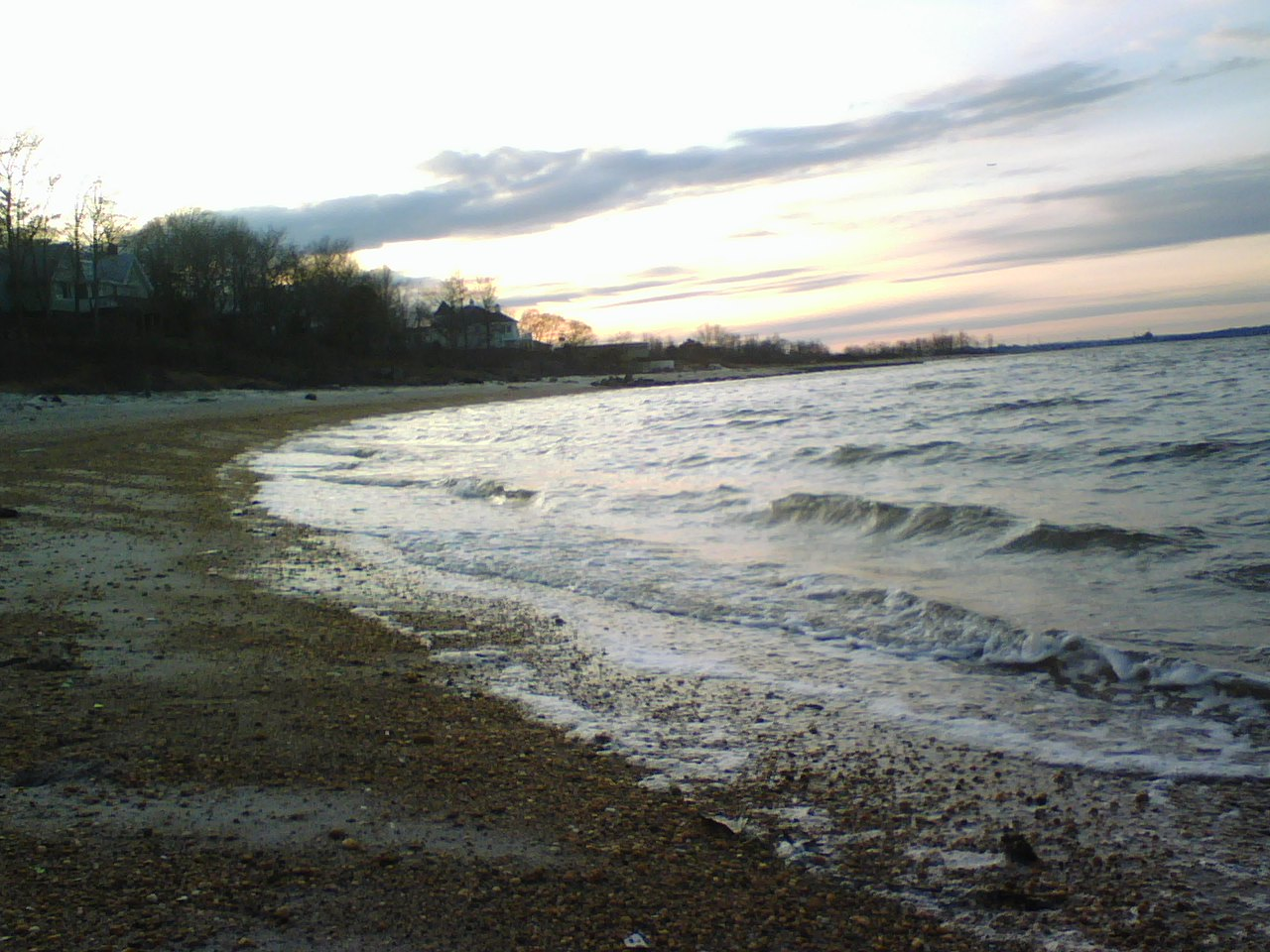
Cliffwood beach

Sa population était de 3 194 habitants en 2010, et de 2 892 habitants en 2019.